# Sovjet Top Liga 1991
In 1991 werd de 54ste en laatste editie van de Sovjet Top Liga gespeeld voor voetbalclubs uit Sovjet-Unie. De competitie werd gespeeld van 10 maart tot 31 oktober. CSKA Moskou werd kampioen.
Hoewel de Sovjet-Unie pas eind 1991 zou ophouden te bestaan trokken de Georgische teams zich terug uit de competitie om in de eigen nationale competitie te gaan spelen waardoor vaste waarde Dinamo Tbilisi en het pas gepromoveerde Goeria Lantsjchoeti niet meer in de Top Liga aantraden. OOk Zjalgiris Vilnjoes, dat in het voorgaande seizoen nog vierde was geworden verliet de competitie na één speeldag en ging als Žalgiris Vilnius in de Litouwse competitie spelen. Het Europese ticket van Zjalgiris ging naar Tsjernomorets Odessa.
Na dit seizoen viel de Sovjet-Unie uit elkaar en gingen de clubs in hun nieuwe nationale competitie spelen. De Premjer-Liga werd de rechtsopvolger van de Top Liga en hierin gingen de zes Russische clubs spelen, aangevuld met tweedeklassers. De zes Oekraïense clubs gingen in de Vysjtsja Liha spelen. 

## Eindstand
| Plaats | Club                   | Wed. | W  | G  | V  | Saldo | Ptn. |
| ------ | ---------------------- | ---- | -- | -- | -- | ----- | ---- |
| 1.     | CSKA Moskou            | 30   | 17 | 9  | 4  | 57:32 | 43   |
| 2.     | Spartak Moskou         | 30   | 17 | 7  | 6  | 57:30 | 41   |
| 3.     | Torpedo Moskou         | 30   | 13 | 10 | 7  | 36:20 | 36   |
| 4.     | Tsjernomorets Odessa   | 30   | 10 | 16 | 4  | 39:24 | 36   |
| 5.     | Dinamo Kiev            | 30   | 13 | 9  | 8  | 43:34 | 35   |
| 6.     | Dinamo Moskou          | 30   | 12 | 7  | 11 | 43:42 | 31   |
| 7.     | Ararat Jerevan         | 30   | 11 | 7  | 12 | 29:36 | 29   |
| 8.     | Dinamo Minsk           | 30   | 9  | 11 | 10 | 29:31 | 29   |
| 9.     | Dnjepr Dnjepropetrovsk | 30   | 9  | 10 | 11 | 31:36 | 28   |
| 10.    | Pamir Doesjanbe        | 30   | 7  | 13 | 10 | 28:32 | 27   |
| 11.    | Spartak Vladikavkaz    | 30   | 9  | 8  | 13 | 33:41 | 26   |
| 12.    | Sjachtjor Donjetsk     | 30   | 6  | 14 | 10 | 33:41 | 26   |
| 13.    | Metalloerg Zaporozje   | 30   | 9  | 7  | 14 | 27:38 | 25   |
| 14.    | Pachtakor Tasjkent     | 30   | 9  | 7  | 14 | 37:45 | 25   |
| 15.    | Metallist Charkov      | 30   | 8  | 9  | 13 | 32:43 | 25   |
| 16.    | Lokomotiv Moskou       | 30   | 5  | 8  | 17 | 18:47 | 18   |

|  | Kampioen |

De toenmalige namen worden weergegeven, voor clubs uit nu onafhankelijke deelrepublieken wordt de Russische schrijfwijze weergegeven zoals destijds gebruikelijk was, de vlaggen geven aan uit welke republiek de clubs afkomstig zijn. De huidige vlaggen worden gebruikt en niet de historische omdat deze veel bekender zijn.

### Topschutters
| Speler               | Speler             | Goals | Club                |
| -------------------- | ------------------ | ----- | ------------------- |
| Vlag van Sovjet-Unie | Igor Kolyvanov     | 18    | Dinamo Moskou       |
| Vlag van Sovjet-Unie | Oleg Salenko       | 14    | Dinamo Kiev         |
| Vlag van Sovjet-Unie | Igor Sjkvyrin      | 14    | Pachtakor Tasjkent  |
| Vlag van Sovjet-Unie | Aleksandr Mostovoj | 13    | Spartak Moskou      |
| Vlag van Sovjet-Unie | Dmitri Radtsjenko  | 13    | Spartak Moskou      |
| Vlag van Sovjet-Unie | Nazim Soelejmanov  | 13    | Spartak Vladikavkaz |
| Vlag van Sovjet-Unie | Dmitri Koeznetsov  | 12    | CSKA Moskou         |
| Vlag van Sovjet-Unie | Igor Kornejev      | 10    | CSKA Moskou         |
| Vlag van Sovjet-Unie | Andrej Pjatnitski  | 10    | Pachtakor Tasjkent  |
| Vlag van Sovjet-Unie | Andrej Kobelev     | 9     | Dinamo Moskou       |
| Vlag van Sovjet-Unie | Viktor Leonenko    | 9     | Dinamo Moskou       |
| Vlag van Sovjet-Unie | Oleg Sergejev      | 9     | CSKA Moskou         |
| Vlag van Sovjet-Unie | Valeri Velitsjko   | 12    | Dinamo Minsk        |

### Kampioen
| Sovjet Top Liga 1991            |
| Sovjet Unie                     |
| ------------------------------- |
| CSKA MOSKOU Kampioen (7° titel) |